# Uhlerites
Uhlerites is een geslacht van wantsen uit de familie van de Tingidae (Netwantsen). Het geslacht werd voor het eerst wetenschappelijk beschreven door Carl John Drake in 1927.

## Soorten
Het genus bevat de volgende soorten:

- Uhlerites debilis (Uhler, 1896)
- Uhlerites gracilis Josifov, 1982
- Uhlerites latiorus Takeya, 1931
- Uhlerites latius Takeya, 1931
- Uhlerites miyamotoi Lee, 1967
- Uhlerites piceus Jing, 1980